# Claudius Rosenhoff
Caspar Claudius Rosenhoff (18. november 1804 – 19. januar 1869) var en dansk forfatter, journalist og bladredaktør, far til Orla Rosenhoff.

## Opvækst og ungdom
Claudius Rosenhoff blev født i København. Hans fader, holsteneren Johann Frederik Rosenhoff (født 1750 død 1818), var generalitetsfyrbøder; hans moder var Anne Margrethe født Nielsen fra Nyboder (født 1776 død 1861). Da Claudius Rosenhoff var 2 år gammel, kom han i huset hos sin moster og hendes mand, bager Seefeldt, der ikke selv havde børn.
Først blev han sat i Petri tyske Skole, senere i Scharlings Institut, hvor han skulle forberedes til at være student; men da det gik tilbage for hans plejefader, måtte han efter sin konfirmation hjælpe til i dennes forretning og efter hans død i 1824 selv i forening med plejemoderen forestå bedriften, indtil denne endelig hævedes; han arvede da plejeforældrenes sted. Nu søgte han erhverv som nodeafskriver samt lærer i regning og guitarspil. I 1827 lod han i Thomas Overskous blad Maanedsroser trykke sin første fortælling og samme år der og andre steder endnu flere, alle under mærket "M. Claudius". 10. februar 1831 ægtede han sin plejesøster Caroline Marie Lisette Seefeldt (født 12. september 1807), datter af buntmagermester Joh. Fr. Seefeldt i Demmin i Pommern og Sophie Marie født Volcksdorff.

## Bladugiver og politisk kamp
Det, han havde arvet efter sine plejeforældre, gik snart tabt, og hans kår vare meget knappe. Så blev han fra 1831-34 (dog med afbrydelser) medredaktør af Allernyeste Skilderi af Kjøbenhavn, hvori han skrev største delen af de prosaiske artikler og alle de anonyme digte. I 1835 påbegyndte han Den frisindede, et Ugeblad af blandet Indhold og Concordia, et Ugeblad af almeninteressant Indhold, udgivet af den typografiske Forening. Samme år overtog han redaktionen af Dansk Billedmagasin. Dette sidste udkom i 2 år, Concordia i 5 og Den frisindede i 12, og han var så godt som ene om alt arbejdet ved disse blade.
Den frisindedes radikale liberale holdning var genstand for Johan Ludvig Heibergs angreb i stykket En Sjæl efter Døden, hvor sjælen siger om den, at den går så fortrinlig i det små og holder sig så godt fra det store, fra det, som ej alle straks kan forstå, og Mephistopheles fremhæver dens mangel på refleksion og det, at den er så dejlig bar på kundskab om alt, hvad som er og var. På grund af bladets demokratiske agitation var det ofte genstand for beslaglæggelse; mange var de bøder, Rosenhoff måtte betale, og han blev sat under censur. Til sidst kunne hans penge ikke længere slå til, og, tynget af ubetalte bøder, måtte han i 1846 opgive udgivelsen og dermed sin væsentligste virksomhed som politisk forfatter,
I den nu omtalte periode forfattede og udgav han desuden forskellige noveller, digte, eventyr osv. Hans dramatiserede digtning Bissekræmmeren (1847) har en vis interesse, fordi han der i skikkelsen Johannes har skildret sig selv i sin "Kamp mod Samfundsordenens Tvang og i sin Søgen efter en Frihed, som ikke findes". I En Silhouettør (af "Caspar Courrosa", 1853) har han givet anekdotmæssige skildringer af bekendte danske mænd fra hans tid.
Et bevis på den agtelse, han havde erhvervet sig, har man i det faktum, at hans 2 politiske modstandere J.L. Heiberg og H.C. Ørsted ved deres varme anbefalinger til Christian 8. skaffede ham en statsunderstøttelse af 200 rigsbankdaler årlig; man havde da "det Særsyn, at selve Statskassen hjalp ham med at betale Afdrag paa de Bøder, som Statsstyreisen havde været saa utrættelig i at faa ham idømt".
Den frihed, Frederik 7. gav det danske folk, hilste Rosenhoff med jubel og kunne ikke blive færdig med at prise Grundlovens giver, der straks gav amnesti for alle politiske forbrydelser og forseelser, ligesom han også hævede alle virkninger af de i så henseende afsagte domme. Rosenhoffs 200 rbdl. blev forhøjede til 300.

## Sidste år
Hans første hustru døde 17. juni 1841, og 16. november samme år ægtede han Pauline Jacobsen (født af jødisk slægt 14. maj 1809 død 22. februar 1879), datter af købmand Jacob Jacobsen. I sine sidste 25 år boede han i en kvistlejlighed på Frederiksbergs Alleenberg, hvor han forfattede og under forskellige navne udgav en uendelighed af digte, fortællinger, dramatiske arbejder, tidsskrifter, nytårsgaver osv. – alt sammen mere eller mindre præget af sympati for de demokratiske forhold, i hvilke han var vokset op. Til Casino skrev han i 1849 en komedie i i akt: For megen Lykke. I at dreje, snedkre og klistre var han meget færdig og havde ikke med urette navn af en tusindkunstner. Stor tilfredsstillelse følte han ved at sysle med astronomi, på hvilket område han kom i venskabelig forbindelse med sin tidligere modstander J.L. Heiberg, som selv bedrev astronomy som fritidsbeskæftigelse.
For at føre sin store børneflok hæderlig frem, sled han hårdt i det, hvilket var så meget mere beundringsværdigt, som hans bryst i alle disse år var svagt. En lungesvindsot dræbte ham 19. januar 1869. Han er begravet på Frederiksberg Ældre Kirkegård.
Rosenhoff var ikke nogen betydelig ånd, og hans frembringelser på det litterære område røber ikke den ægtefødte digter; dog var der en vis ejendommelighed over flere af dem, og så vel oplivende humor som en blød og mild tone præger dem ofte. Han skrev flydende vers, som han formede med en så stor lethed, at den kunstneriske fuldendthed led derved, og dette, at han – for at kunne leve – skulle skrive, jagede ofte hans genius bort.
Hans politiske tendensdigte var en genklang af den tids tyske, som f.eks. Arnold Ruges; sammenligner man dem med Carl Plougs, blegner de overordentlig. Hans fortællinger er frugter af en middelmådig tilegnelse af den romantiske skoles sidste periode og står således i stærk modsætning til digtenes stræben efter det reelle. Han havde en stolt og uafhængig karakter, kendte ikke til misundelse, var barnlig og uegennyttig, tarvelig og nøjsom, tilfreds med sine kår og "den Lykke, der var bleven ham til Del i et Liv, fuldt af Udbytte, Kjærlighed og Nydelse".
Han var alle nødlidendes svorne ven og en ærlig kæmper mod alt tyranni; med begejstring ofrede han sig til kamp for Friheden, hvis forsanger han er blevet kaldt. 4 år efter hans død udgav hans datter hans Udvalgte Digte (1873), hvortil Carl Ploug skrev en smuk, anerkendende fortale.